# Hiperdulia
Hiperdulia (do grego υπερδουλεια; «alta veneração») é um termo teológico utilizado pelas Igrejas Católica e Ortodoxa que significa a honra e o culto de veneração especial devotados a Nossa Senhora.
Este culto à Nossa Senhora é feito através da liturgia, que é o culto oficial e obrigatório da Igreja Católica, e também, em maior intensidade, através da piedade popular, que é o culto católico privado. No campo da piedade popular, destacam-se as devoções feitas à Virgem Maria, como por exemplo o Santo Rosário, o Angelus, o Imaculado Coração de Maria, a peregrinação aos lugares onde Maria apareceu, as procissões, etc.
A hiperdulia, que está inserido na dulia, diferencia-se muito da latria, que é o culto de adoração  prestado e dirigido unicamente a Deus.

## Igreja Católica
A Igreja Católica é famosa na devoção aos seus santos e principalmente à Maria. A Igreja afirma a diferença de culto a Deus, aos santos e a Maria. Nesse sentido, adora somente a Deus, prestando-lhe culto de "latria"; e a Maria somente venera com o culto de "hiperdulia," e aos santos o culto de veneração simples denominado de "dulia", fundado no dogma da comunhão dos santos. Este dogma ensina que os habitantes do Céu, através da sua oração, são os nossos intercessores junto de Deus, sendo este facto favorável ao género humano. Logo, eles são dignos da nossa veneração.
A veneração especial à Virgem Maria deve-se ao facto de ela ser a Mãe de Deus, e por extensão, a mãe espiritual de toda a humanidade; a Rainha de todos os Santos e concebida sem pecado original (Imaculada Conceição); e, como tal, a intercessora mais poderosa da humanidade junto de Deus, em particular junto de seu Filho Jesus.

## Perspectiva protestante
A maioria das denominações protestantes (nomeadamente as de caráter pentecostal), não acreditam no culto de veneração aos Santos e à Virgem Maria do catolicismo, sendo que para os integrantes dessas religiões, o culto de veneração seria considerado como idolatria. Em alguns casos esta acusação provoca atos de intolerância e violência por parte de protestantes, como a destruição de imagens na Holanda e o "Chute na Santa".
Mas, sobre esta questão, os grupos religiosos praticantes da veneração, além de salientar a diferença entre a adoração e a veneração, negam ter qualquer relação com a idolatria, e sustentam que a própria Bíblia oferece exemplos de intercessão (Jer 15, 1), veneração (Josué 7, 6) e confecção de imagens (Ex 25,18-19), também argumentam que idolatria é o culto de adoração que se presta a uma criatura, ou idéias, prestando a ele o culto que só se deve a Deus. A idolatria, para os cristãos, está inclusa nos chamados pecados de superstição. O Concílio de Trento afirmou que "São ímpios os que negam que se devam invocar os santos, que gozam já da eterna felicidade no céu. Os que afirmam que eles não oram pelos homens, os que declaram que este pedido por cada um de nós é idolatria, repugna a palavra de Deus e se opõe a honra de Jesus Cristo, o maior mediador entre Deus e os homens".